# Лужина, Лариса Анатольевна
Лари́са Анато́льевна Лу́жина (род. 4 марта 1939, Ленинград, СССР) — советская и российская актриса, народная артистка РСФСР (1989).

## Биография
Лариса Лужина родилась 4 марта 1939 года в Ленинграде. Когда началась война, 2-летняя Лариса с мамой пережили блокаду: когда была открыта «Дорога жизни» — трасса для обеспечения грузов в осаждённый Ленинград, семью Лужиных по льду Ладоги эвакуировали в город Ленинск-Кузнецкий Кемеровской области в 1944 г. О завершении войны Лариса узнала в эвакуации.
Поскольку трёхкомнатная ленинградская квартира Лужиных оказалась занята чужими людьми, семья поселилась у дяди (прокурора Карла-Густава Трейера) в Таллине. Именно там Лариса начала заниматься в школьном драмкружке, которым руководил артист Русского драматического театра Иван Данилович Россомахин. Вместе с Ларисой учились будущие актёры Виталий Коняев, Владимир Коренев, Игорь Ясулович, Лилиан Малкина. Спектакли, поставленные под руководством Россомахина, показывали не только на школьной, но и на профессиональной сцене. Именно тогда Лариса решила стать актрисой. Окончив школу, Лариса поехала поступать в Ленинградский театральный институт имени А. Н. Островского, но провалилась на экзамене. Вернувшись в Таллин, работала на фармацевтическом заводе, затем на таллинской кондитерской фабрике «Калев». В дальнейшем поступила в секретари к министру здравоохранения ЭССР, а чуть позже по совместительству стала работать манекенщицей в Таллинском доме моделей.
Прийти в кино ей помог случай: в 1959 году Ларису, напротив дома которой находились павильоны Таллинской киностудии, прямо с улицы пригласили на небольшую роль певицы ночного кабаре в снимавшемся тогда фильме «Незваные гости». После выхода фильма на экран режиссёр «Ленфильма» Герберт Раппопорт предложил поступившей в 1960 году на актёрский факультет ВГИКа Лужиной одну из главных ролей в картине «В дождь и в солнце», ставшей началом профессиональной работы в кинематографе.
Когда режиссёр С. И. Ростоцкий, готовившийся к съёмкам фильма «На семи ветрах», искал кандидата на роль Светланы, знаменитый С. А. Герасимов, на курсе которого занималась Лариса Лужина, порекомендовал её на эту роль, впоследствии принесшую молодой актрисе огромную известность и любовь зрителей.
В 1962 году на кинофестиваль в Канны советская делегация отправилась с картиной «На семи ветрах». Вместе с ведущими режиссёрами отечественного кинематографа Сергеем Герасимовым, Станиславом Ростоцким, Львом Кулиджановым, Юлием Райзманом поехали и молодые актрисы Лариса Лужина и Инна Гулая. Из Таллинского дома моделей Ларисе, по старой памяти, прислали два вечерних платья. На Фестивале произошёл случай, чуть было не стоивший Ларисе дальнейшей карьеры. На приёме один из присутствующих предложил ей станцевать твист. Когда Лариса вернулась в Советский Союз, на столе у министра культуры Фурцевой уже лежал французский журнал Paris Match с фото Лужиной и заголовком «Сладкая жизнь советской студентки». Разгневанная Фурцева вычеркнула «неприличную» актрису из дальнейших поездок. Сергей Апполинарьевич Герасимов пришёл на приём к министру и заявил: «Это моя ученица, я ей разрешил танцевать». После этого Лариса Лужина поехала на кинофестиваль в Чехословакию, в городе Карловы Вары, после чего побывала в Швеции, Польше и Иране.
В 1960-е годы Лариса Лужина в фильмах, снятых киностудиями СССР и ГДР, создала галерею образов романтических девушек, затем на смену лирическим героиням пришли более сложные и драматичные образы русской женщины. В 1965 году режиссёр студии «ДЕФА» Иоахим Хюбнер увидел её в картине «На семи ветрах» и пригласил для съёмок в многосерийном фильме «Доктор Шлюттер». Лужина сыграла сразу две главные роли: антифашистку Еву и её дочь Ирэну, которая после гибели матери продолжает борьбу в антигитлеровском подполье. За время работы в ГДР Лариса Лужина снялась в шести картинах, в том числе двух многосерийных. Именно в ГДР актриса впервые сыграла роли из русской классики — Марью Николаевну в «Вешних водах» (1968) и Варвару Павловну в «Дворянском гнезде» (1969), поставленных по произведениям И. С. Тургенева. Немецкие зрители высоко оценили работу Ларисы Лужиной: по опросу одного из журналов, она была признана популярнейшей актрисой в ГДР. Вскоре ей были присуждены Национальная премия Германии и дважды премия «Золотой лавр телевидения».
С 1964 года состояла в труппе Театра-студии киноактёра (ныне — Мастерская «12» Никиты Михалкова). В 1966 году Лариса снялась в приключенческом фильме Станислава Говорухина про альпинистов «Вертикаль». На съёмках этого фильма она познакомилась с Владимиром Высоцким. Тогда же, в 1960-х годах, Лужина стала прототипом персонажа его песни «Она была в Париже».
После «Вертикали» Лариса много снималась. Её героини были всегда женственными, лиричными, обаятельными, но при этом сильными и мужественными. Среди наиболее известных её работ — роли в психологической мелодраме «Главный свидетель», героико-приключенческом фильме «Золото», спортивной драме «Гонщики», мелодраме «Настенька», киноповести «Небо со мной», биографическом фильме «Четвёртая высота».
В 1976 году Лариса Лужина сыграла в картине «Так начиналась легенда» мать Юрия Гагарина, Анну Тимофеевну. Для того чтобы войти в роль, Лариса съездила в Гжатск и познакомилась с мамой первого космонавта. Лариса Анатольевна вспоминает: «Она встретила меня очень тепло. Жила она в небольшом каменном одноэтажном домике, который ей построили. В старом доме с маленьким садиком устроили Музей, который в принципе Анна Тимофеевна и содержала: принимала туристов, проводила экскурсии, убирала, мыла. Обычная, простая русская женщина. Я хотела запомнить её жесты, манеру поведения. Потом на съёмках мне это всё пригодилось».
После распада Советского Союза Ларису Лужину перестали приглашать в кино, закрылся Театр Киноактёра. Заняв у знакомого небольшую сумму денег, Лужина сделала спектакль «Театральный анекдот», с которым ездила по России. Предподавала актёрское искусство в Московской детской академии народного художественного творчества «Россия» при Департаменте образования Правительства Москвы. Долгое время входила в состав правления ЦДРИ, руководила женским клубом «Сударыня».
Живёт в районе Крылатское г. Москвы. В начале XXI века Лариса Лужина появлялась в телевизионных сериалах («Нет спасения от любви», «Юнкера» и др.). В сериале «Охота на изюбря» она сыграла судью. В сериале «Любовь как любовь» (2006) Лариса Лужина и Сергей Никоненко исполнили роли Платона и Татьяны Лобовых.

## Общественно-политическая позиция
В 2003 году Лариса Лужина вступила в партию «Единая Россия». В числе 50 представителей общественности подписала (28 июня 2005 года) «Письмо в поддержку приговора бывшим руководителям ЮКОСа». На выборах 2012 года была официально зарегистрирована как доверенное лицо кандидата в Президенты РФ и действующего премьер-министра Путина.
Лариса Лужина о российско-украинской войне: «Я верю, что русский мир победит, по-другому быть не может. Пусть будет майский гром, а не канонада» .

## Семья
Отец — Анатолий Иванович Лужин, штурман дальнего плавания. По утверждению актрисы, имел шведские корни. Воевал в ленинградском ополчении, защищал батарею «Серая лошадь» недалеко от Кронштадта, был ранен. Умер в 30 лет от ран и голода в блокадном Ленинграде.
Мать — Евгения Адольфовна Лужина (в девичестве — фон Трейер) (1914 г. р.) — происходила из Эстонии, работала на таллинской кондитерской фабрике «Калев».
Старший единоутробный брат — умер в годовалом возрасте.
Старшая единоутробная сестра — Людмила Владимировна Корсакова, умерла в шесть лет от голода во время блокады Ленинграда.
Первый муж — Алексей Николаевич Чардынин (1940—2007), советский и российский кинооператор, лауреат Государственной премии СССР. Прожили в браке с 1961 по 1968 год.
Второй муж — Валерий Павлович Шувалов (1939—2020), советский и российский кинооператор, заслуженный деятель искусств РФ; прожили в браке 7 лет.
- Сын — Павел Валерьевич Шувалов (род. 1971), звукорежиссёр киностудии «Мосфильм».
  - Внук — Даниил Павлович Шувалов, окончил МГУ.
  - Внук — Матвей Павлович Шувалов—Лужин, окончил Российский технологический университет.
  - Внук — Прохор Павлович Шувалов

Третий муж — Владимир Григорьевич Гусаков (1949), актёр, сценарист. Прожили в браке 10 лет.
Четвёртый муж — Вячеслав Матвеев, администратор. В разводе.

## Награды и звания
- Национальная премия ГДР (1965) — за роли в сериале «Доктор Шлюттер».
- Заслуженная артистка РСФСР (29 сентября 1969) — за заслуги в области советской кинематографии[9].
- Народная артистка РСФСР (10 июля 1989) — за большие заслуги в области советского киноискусства[10].
- Медаль «За трудовое отличие» ([источник не указан 1454 дня]).
- орден Дружбы (11 декабря 2009) — за заслуги в развитии отечественной культуры и искусства, многолетнюю плодотворную деятельность[11].

## Фильмография
| Год       |     | Название                                      | Роль                                             |
| --------- | --- | --------------------------------------------- | ------------------------------------------------ |
| 1959      | ф   | Незваные гости                                | певица кабаре                                    |
| 1960      | ф   | В дождь и в солнце                            | Лиззи                                            |
| 1960      | ф   | Человек не сдаётся                            | Люба                                             |
| 1961      | ф   | Приключения Кроша                             | Зина                                             |
| 1961      | ф   | Человек идёт за солнцем                       | Ленуца, работница парка                          |
| 1962      | ф   | На семи ветрах                                | Светлана Ивашова                                 |
| 1963      | ф   | Тишина                                        | Нина                                             |
| 1963      | ф   | Штрафной удар                                 | телеведущая                                      |
| 1964      | ф   | Большая руда                                  | Вера                                             |
| 1965      | ф   | Доктор Шлюттер / Dr. Schlüter (ГДР)           | Ирен, дочь Евы                                   |
| 1965      | ф   | Преемник / Der Nachfolger                     | Лило Рохман                                      |
| 1966      | ф   | Вертикаль                                     | Лариса, врач                                     |
| 1966      | ф   | Нет и да                                      | Аня                                              |
| 1967      | с   | Встречи / Begegnungen                         | Татьяна                                          |
| 1968      | ф   | Любовь Серафима Фролова                       | Анфиса                                           |
| 1969      | ф   | Главный свидетель                             | Варвара                                          |
| 1969      | ф   | Дворянское гнездо                             | Варвара Павловна                                 |
| 1969      | ф   | Золото                                        | Матрёна Рубцова, знатный животновод              |
| 1971      | ф   | Путина                                        | Лиля                                             |
| 1972      | ф   | Гонщики                                       | Люся Кукушкина                                   |
| 1973      | ф   | Жизнь на грешной земле                        | Мария Макшеева                                   |
| 1973      | ф   | Исполнение желаний                            | Варвара Николаевна                               |
| 1973      | кор | Настенька                                     | Настя                                            |
| 1974      | ф   | Кыш и Двапортфеля                             | мама Алёши                                       |
| 1974      | ф   | Небо со мной                                  | Надежда Грибова                                  |
| 1974      | с   | Совесть                                       | Нина Александровна Карнацкая                     |
| 1975      | ф   | Роса                                          | мать Троши                                       |
| 1975      | ф   | Ярослав Домбровский (пол. Jarosław Dąbrowski) | Елизавета Дмитриева                              |
| 1976      | ф   | Семьдесят два градуса ниже нуля               | жена Ивана Гаврилова                             |
| 1976      | ф   | Жить по-своему                                | Зоя                                              |
| 1976      | ф   | Самый красивый конь                           | мама Игоря Пономарёва                            |
| 1976      | ф   | Так начиналась легенда                        | Анна Тимофеевна Гагарина                         |
| 1977      | ф   | Долг                                          | Галинка, жена казака Трифона                     |
| 1977      | ф   | Четвёртая высота                              | мама Гули Королёвой                              |
| 1978      | ф   | Встреча в конце зимы                          | Анна Фёдоровна Губарева                          |
| 1978      | ф   | Расмус-бродяга                                | фру Бьёрисон                                     |
| 1978      | ф   | Артём                                         | Александра Валерьяновна Мечникова                |
| 1979      | ф   | С любимыми не расставайтесь                   | Миронова                                         |
| 1979      | ф   | Сыщик                                         | Таисия                                           |
| 1982      | ф   | Год активного солнца                          | Лида                                             |
| 1982      | ф   | Полигон                                       | Антонина Павловна                                |
| 1983      | ф   | Признать виновным                             | мать Виктора                                     |
| 1983      | ф   | Срок давности                                 | женщина в меховой горжетке (в титрах не указана) |
| 1984      | ф   | Хроника одного лета                           | Тамара Колесникова                               |
| 1985      | ф   | Внимание! Всем постам…                        | Ольга Ивановна Кольцова                          |
| 1986      | ф   | Железное поле                                 | Анна Илларионовна Капустина                      |
| 1986      | ф   | Земля моего детства                           | Антонина Сергеевна                               |
| 1986      | ф   | Тайны мадам Вонг                              | фрау Шульц                                       |
| 1992      | ф   | Виновата ли я…                                | Паша                                             |
| 1992      | ф   | Непредвиденные визиты                         | Ольга Григорьевна                                |
| 1992      | ф   | Трактористы 2                                 | Марковна                                         |
| 1992      | ф   | Цена сокровищ                                 | Тилли                                            |
| 1995      | ф   | Тихий ангел пролетел…                         | Имя персонажа не указано                         |
| 1996      | ф   | Третий сын                                    | Имя персонажа не указано                         |
| 2000      | ф   | Дом для богатых                               | Марина Михайловна                                |
| 2001      | ф   | Ночь на кордоне                               | учительница Дарья Петровна                       |
| 2001—2003 | с   | Тайны дворцовых переворотов                   | Прасковья Долгорукова                            |
| 2002      | ф   | Светские хроники                              | Раиса Валерьяновна                               |
| 2002      | ф   | Марш Турецкого-3                              | Маргарита Германовна, мать Мохова                |
| 2003      | ф   | Амапола                                       | Антонина Антоновна                               |
| 2003      | ф   | Нет спасения от любви                         | Наталья Яковлевна                                |
| 2003      | ф   | Прощальное эхо                                | доктор в женской консультации                    |
| 2004      | ф   | О любви в любую погоду                        | работница сосисочной фабрики                     |
| 2005      | с   | Казус Кукоцкого                               | учительница Тани                                 |
| 2005      | с   | Охота на изюбря                               | Баланова, судья                                  |
| 2006      | с   | Юнкера                                        | Лидия Васильевна, сестра генерала Анчутина       |
| 2006      | ф   | Мой ласковый и нежный мент                    | Нина Павловна Петрова                            |
| 2006      | ф   | Под Большой Медведицей                        | эпизод                                           |
| 2006      | ф   | Любовь как любовь                             | Татьяна Лобова                                   |
| 2007      | ф   | Май                                           | Вера Петровна                                    |
| 2007—2009 | с   | Повороты судьбы                               | Тая                                              |
| 2007      | ф   | Возвращение Турецкого                         | Валентина Денисовна Турецкая, тётя Турецкого     |
| 2009      | с   | Аннушка                                       | Нина Ильинична, учительница                      |
| 2010      | ф   | Счастье по контракту                          | мама Сергея Одинцова                             |
| 2010      | с   | Маруся                                        | Тамара Береговая                                 |
| 2010      | ф   | Сердце Марии                                  | Василиса Потаповна                               |
| 2011      | ф   | Лесное озеро                                  | Василиса Сергеевна                               |
| 2011      | ф   | Не кончается синее море                       | Клавдия                                          |
| 2011      | ф   | Улыбка судьбы                                 | Надежда Павловна                                 |
| 2012      | ф   | Любовь без страховки                          | мама Кати                                        |
| 2012      | ф   | Охота на гауляйтера                           | Мария Архипова                                   |
| 2012      | ф   | Роковая любовь Саввы Морозова                 | Мария Фёдоровна Морозова                         |
| 2012      | ф   | Стервы                                        | Имя персонажа не указано                         |
| 2013      | ф   | Дождаться любви                               | Вера Петровна                                    |
| 2014      | ф   | Если ты не со мной                            | Таисья Никитична                                 |
| 2019      | ф   | Курьёзы                                       | администратор гостиницы                          |
| 2020      | ф   | Соната для горничной                          | Зоя Владимировна, вдова архитектора Игоря        |
| 2021      | ф   | Русь и Ганза. Путь навстречу                  | Имя персонажа не указано                         |

### Документальные фильмы
| Год  |     | Название                                   | Роль           |
| ---- | --- | ------------------------------------------ | -------------- |
| 2014 | док | «Лариса Лужина. „Она была в Париже“»       | «Первый канал» |
| 2019 | док | «Лариса Лужина. „Незамужние дольше живут“» | «Первый канал» |
| 2019 | док | «Лариса Лужина. „За всё надо платить…“»    | «ТВ Центр»     |

## Интересные факты
На телепередаче «Угадай мелодию» Ларисе Анатольевне выпало опознать, по первым нотам, песню «Она была в Париже». Она не отгадала: при насыщенности её жизни, песня В. Высоцкого (посвящённая ей) не стала для неё чем-то реально важным.